# Elvira Malagarriga Ormart
Elvira Malagarriga i Ormart, o Armart (Barcelona, 1886 - 1938), fou una pintora catalana de retrats, paisatges i flors.

## Biografia
Filla de Joaquim Malagarriga i Verdaguer i de Maria Ormart Vergara, natural de Montevideo, i neta de Sebastià Malagarriga i Codina (Barcelona 1815-24 d'abril de 1880), escultor de cera. Com la seva germana gran, Aurora (Barcelona, 1883-1938), estudià a l'Escola de Belles Arts de Barcelona, La Llotja, on fou alumna de Cristòfol Montserrat i rebé consells del mestre Léon Bonnat i del professor Ulpiano Checa. Per completar la seva formació, se n’anà a París, on residí 3 anys i assistí a les classes de l'Académie Julian dirigida per Jean-Paul Laurens, on es permetia a les dones estudiar el nu. A partir de 1907, decidí dedicar-se exclusivament a la pintura. A París concorregué a les exposicions del Saló i posteriorment marxà a Itàlia i a Madrid per conèixer els grans museus. A Florència, mentre estudiava pintura, exposà en el Saló d'aquesta ciutat.
A Barcelona, la primera exposició en què participà fou la col·lectiva de la Sala Parés del juny de 1906. En el Cercle de Propietaris de Gràcia, el 1907, participà en l'Exposició de Belles Arts d’Artistes Independents. A la Sala Parés exposà els anys 1912, 1915, 1916, 1918, 1919, 1924 i 1936. Es pot trobar una fotografia d'aquesta artista en el núm. 58 de la revista Feminal del 28/01/1912. En el núm. 104 del 28/11/1915 Joana Romeu, pseudònim de Carmen Karr, directora de la revista, lloava els seus nus, considerant-los el millor de la seva producció, cosa que podien afirmar les dones de Feminal després d’haver visitat el seu estudi del carrer de Provença de Barcelona. Possiblement no els va exposar perquè no es refiava de la moralitat de moltes persones de l’època que no haurien sabut apreciar-los.
El 1910 participà en el Gran Saló de París i el 1912 exposà a l’Associazione degli Artisti Italiani a Florència. Amb l’obra Grandmother’s Delight concorregué a la Panamà-Pacific International Exposition (Secció Internacional), celebrada el 1915 a San Francisco, Califòrnia, junt amb altres pintors catalans.
El 1916, a la mateixa Sala Parés, presentà una sèrie de retrats, entre els quals destacaren el del seu pare, el de la seva germana, el d'Apel·les Mestres (considerat per la crítica un dels millors) i el del procurador Lluís Guimat. La revista Feminal publicà una fotografia d'aquesta exposició en el número 109 i la seva directora comparà els seus retrats amb els de Lluïsa Vidal, afirmant que els seus pinzells tenien més de masculí que de femení “per sa fermesa i colorit”, expressà que la qualitat de seva pintura havia de servir per trencar d'una vegada per totes amb el tòpic de que les dones només eren capaces de pintar quadres de flors. També exposà al Salón Goya (1919), a les Galeries Dalmau (Exposició Inaugural del desembre de 1923 i individual el 1924) i a les Galeries Laietanes (1936).
A Barcelona l’artista intervingué en moltes exposicions i concursos col·lectius, com l'Exposició d’Art (1918 i 1919) organitzada per la Junta Municipal d’Exposicions al Palau Municipal de Barcelona; a les de 1920, 1921 i 1922 celebrades en el Palau de Belles Arts del Parc de la Ciutadella i a la de 1923 realitzada en el Palau de la Indústria. En la de 1918 hi presentà l'obra Frutas; l'any següent les obres Midinette i Roses; l'any 1921 l'obra titulada Vista de Barcelona: i l'any 1922 l'obra Retrat del meu pare.
Participà a Barcelona vista pels seus artistes, concurs celebrat en el Palau de les Arts Decoratives i organitzat pel Reial Cercle Artístic el 1930 i 1931. El 1936 participà en el Primer Saló de l’Associació d’Artistes Independents, celebrat a Barcelona (del 30/4 al 25/5), en el qual concorregué Enriqueta P. Benigani, entre altres artistes. Al Saló de la Tardor de 1938 presentà una natura morta i, el mateix any, concorregué a l’Exposició del dibuix i del gravat, tots dos actes organitzats per la Junta d’Exposicions d’Art de Catalunya a la Sala d’Exposicions del Casal de la Cultura de Barcelona.

## Obra
Va treballar sobretot el gènere del retrat, tot i que també va pintar paisatges i algunes composicions florals. El Museu Nacional d'Art de Catalunya conserva l'oli Passeig amb casa senyorial (s.d.).
També va exposar les seves obres a Madrid i a Califòrnia. Com moltes artistes que estaven a l'entorn de la revista Feminal, va col·laborar en diverses causes donant obres, com Paisatge per als voluntaris catalans que anaren a la Primera Guerra Mundial o un apunt per a la tómbola de l’associació de la premsa celebrada el mes de febrer de 1936 al Liceu en benefici de la seva Mutualitat (Montepio).